# Sušica (miasto Kruševac)
Sušica (cyr. Сушица) – wieś w Serbii, w okręgu rasińskim, w mieście Kruševac. W 2011 roku liczyła 805 mieszkańców.